# Chañe
Chañe ist ein Ort und eine Gemeinde (municipio) mit 741 Einwohnern (Stand: 2024) in der zentralspanischen Provinz Segovia in der Autonomen Region Kastilien-León. 

## Lage und Klima
Chañe liegt in der kastilischen Meseta in ca. 765 m Höhe ungefähr 50 Kilometer (Fahrtstrecke) nordnordwestlich der Provinzhauptstadt Segovia. Das Klima ist gemäßigt bis warm; Regen (ca. 470 mm/Jahr) fällt mit Ausnahme der trockenen Sommermonate übers Jahr verteilt.

## Bevölkerungsentwicklung
| Jahr      | 1970 | 1981 | 1991 | 2001 | 2011 | 2021 |
| Einwohner | 853  | 817  | 764  | 700  | 919  | 708  |

## Sehenswürdigkeiten

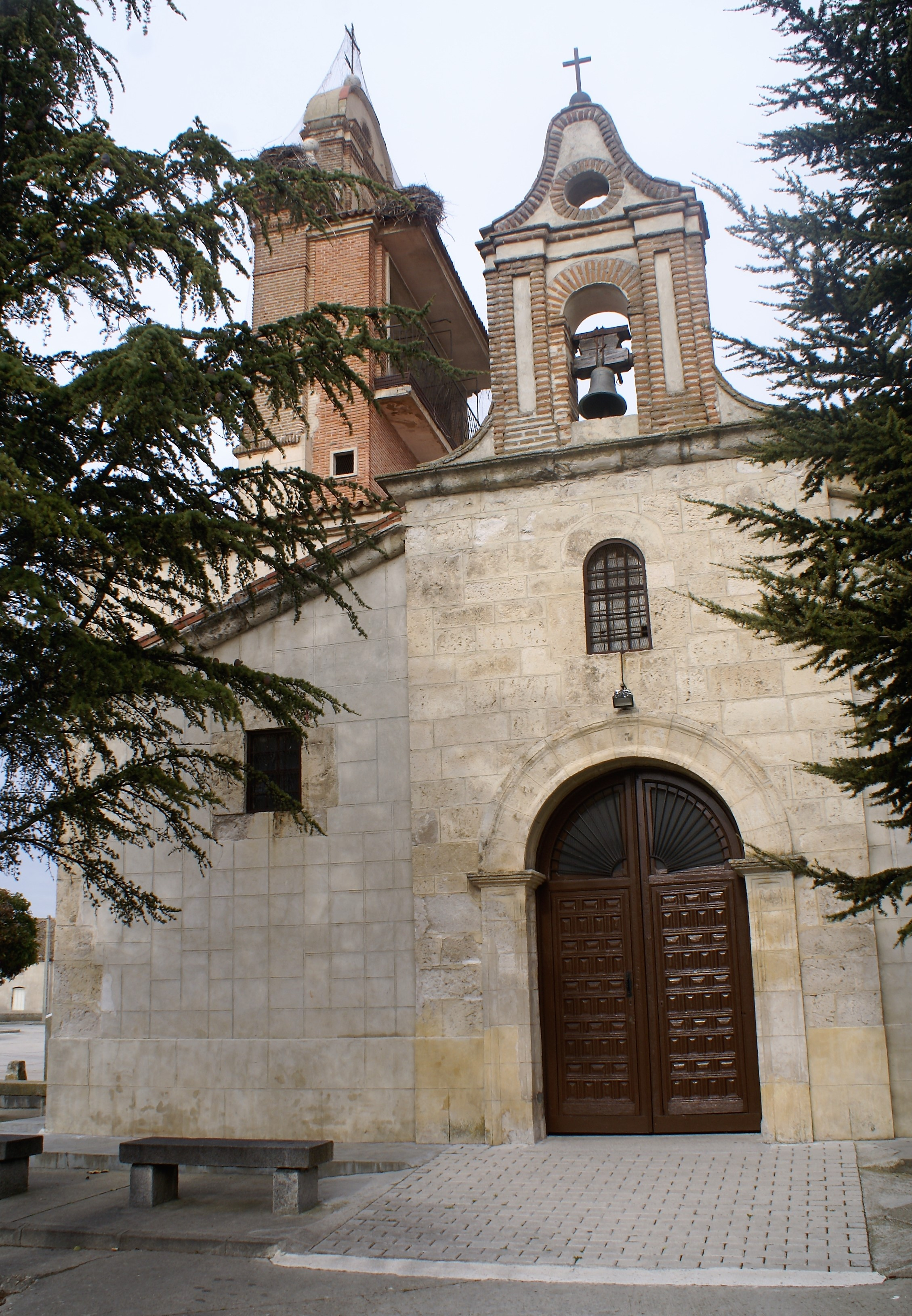
Benediktskirche
- Antoniuskapelle
- Christuskapelle
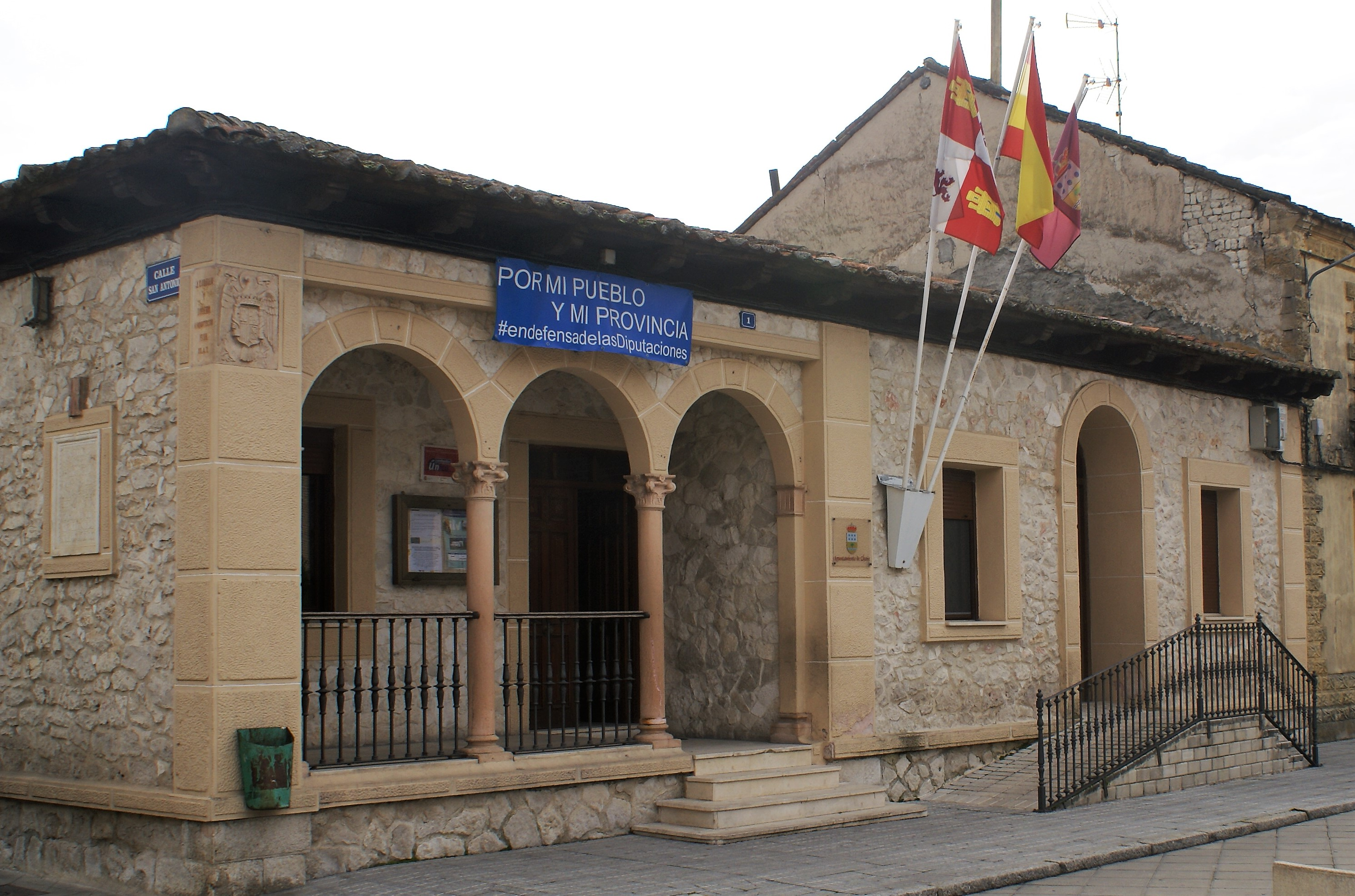
Rathaus

- Benediktskirche
- Rathaus